# Erick Morillo
Erick Morillo (Nova Iorque, 26 de março de 1971 – Miami Beach, 1 de setembro de 2020) foi DJ, produtor e proprietário da Subliminal Records, um dos selos mais importantes de música eletrônica, conhecido como um dos melhores DJs do mundo.
Como produtor, se consagrou com mega-hit "I Like to Move It", tema onde ganhou ouro e platina nos 5 continentes e enquanto DJ é umas das músicas mais solicitadas em seu set.
Produziu artistas como Whitney Houston, Basement Jaxx e Macy Gray.
Ganhou o prémio de Melhor DJ Internacional em Ibiza em 2002, e também o prêmio "The Best House DJ" no Ibiza DJ Awards de 2003, título que havia ganhado em 2001 e 1998. Venceu em 2004, na "Best Ibiza Night" com as Subliminal Sessions no Pacha Ibiza, e também foi premiado como "Best DJ" na Mixmag's Annual Ibiza Awards. Produziu o CD Subliminal Sessions 9.
Em 2005 se destacou em Portugal nos Dance Club Awards com os prêmios de "DJ Internacional" e de "Álbum Internacional (My World)", além de criar um novo projeto de sucesso, a criação da Pacha de Nova Iorque onde é um dos proprietários.
Morillo foi referência no cenário da house music mundial, onde tem passagem garantida pelas grandes casas de música eletrônica, como Pacha (NY,a qual ele é residente;  Ibiza, São Paulo, Buenos Aires), Turnmills em Londres, Dreamers em Marbella
Foi encontrado morto em 1 de setembro de 2020 pela polícia de Miami Beach.